# Segretario generale della difesa
Il segretario generale della difesa è una figura istituzionale della Repubblica Italiana, inquadrata nel Ministero della difesa, di cui è il vertice amministrativo. In precedenza ha assunto anche la carica di Direttore nazionale degli armamenti, essendo quindi responsabile della politica degli armamenti relativamente alla produzione di materiali per la difesa.
Con il d.L. n. 75 del 2023 e la modifica al Testo unico delle disposizioni regolamentari in materia di ordinamento militare (TUOM) si è arrivati alla separazione delle cariche di segretario generale della Difesa (Sgd) e direttore nazionale degli armamenti (Dna).
La sede del Segretariato generale della difesa e della Direzione nazionale degli armamenti, inizialmente nel Palazzo Esercito in via XX Settembre 123 a Roma, è dal 2016 situata in Palazzo Guidoni presso l'aeroporto di Roma-Centocelle.

## Storia
Fu istituito con il D.P.R. n. 1478 del 18 novembre 1965, che unificò le aree tecnico-amministrative dell'Esercito, della Marina e dell'Aeronautica in un'unica area interforze.
La figura è stata disciplinata quindi con la Legge n. 25 del 18 febbraio 1997 e, con la ristrutturazione dei vertici delle forze armate, dagli articoli 41 e 42 del codice dell'ordinamento militare (d.lgs. 15 marzo 2010 n. 66), in modo differenziato rispetto ai segretari generali e ai dirigenti generali degli altri ministeri.

## Nomina
È nominato con decreto del presidente della Repubblica, previa deliberazione del Consiglio dei ministri, su proposta del ministro della difesa, sentito il capo di stato maggiore della difesa.
È scelto tra gli ufficiali con il grado di generale di corpo d'armata o equivalente in servizio permanente, oppure tra i dirigenti di prima fascia della pubblica amministrazione italiana, o anche tra soggetti estranei alla stessa. 
Il 13 marzo 2025 il Consigliere Fabio Mattei è stato nominato Segretario Generale della Difesa, primo civile a ricoprire tale incarico. Coadiuvato da 2 vice: la dott.ssa Luisa Riccardi e l’ammiraglio di squadra Giacinto Ottaviani che è anche direttore nazionale degli armamenti.

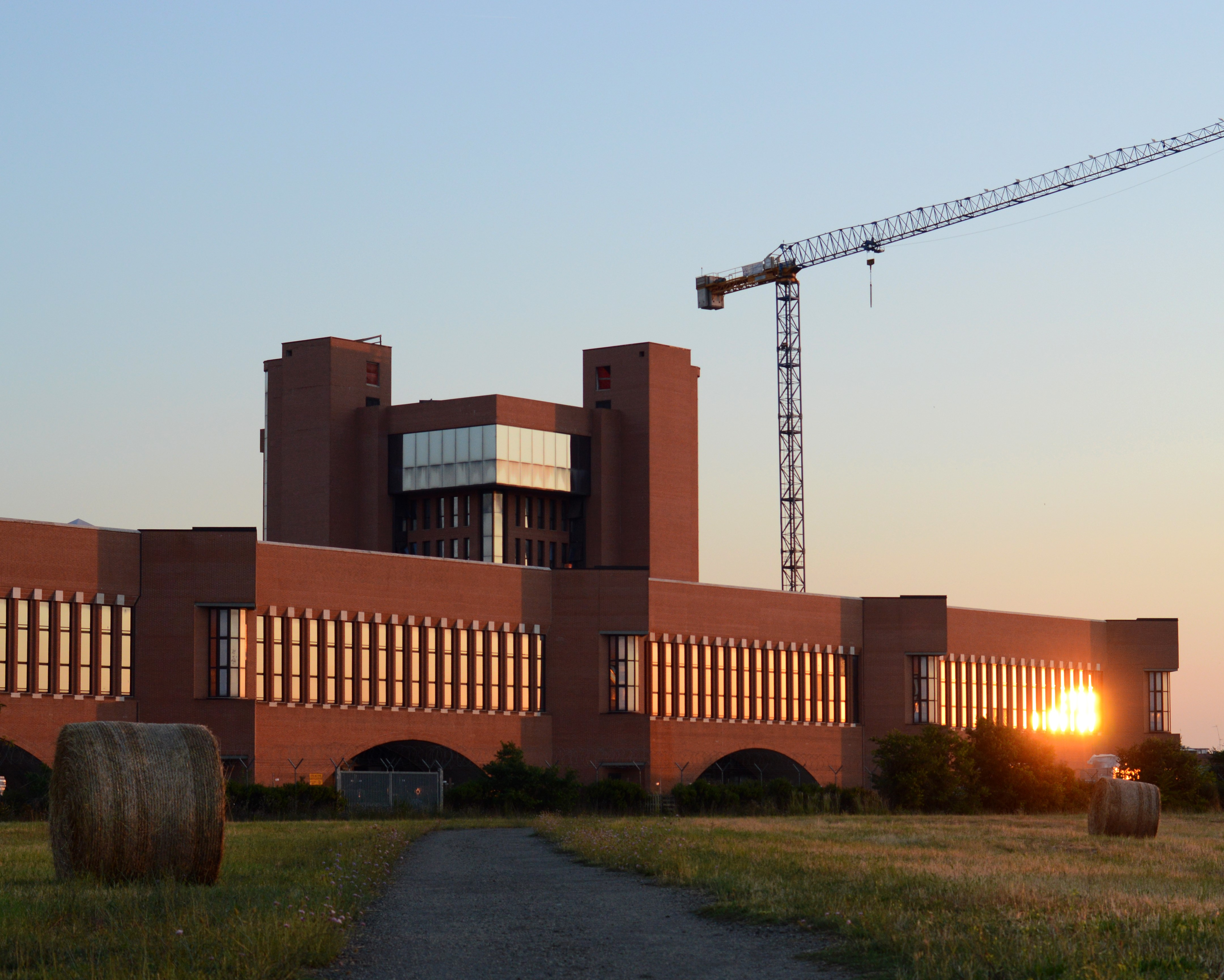
Palazzo Guidoni, nuova sede del Segretariato generale della difesa e della Direzione nazionale degli armamenti, all'interno dell'aeroporto militare di Centocelle

## Competenze e funzioni
Il segretario generale dipende direttamente dal ministro della difesa per le attribuzioni amministrative e dal capo di stato maggiore della difesa per le attribuzioni tecnico-operative.
È il vertice amministrativo del Ministero, da cui dipendono il Segretariato generale e le 9 direzioni generali.
Le responsabilità principali del Segretariato generale della difesa riguardano:
- l'attuazione delle direttive impartite dal ministro in materia di alta amministrazione;
- la promozione e il coordinamento della ricerca tecnologica;
- l'approvvigionamento dei mezzi e dei materiali d'arma per le forze armate.
- predispone, d'intesa con il capo di stato maggiore della difesa, le proposte di pianificazione annuale e pluriennale generale finanziaria relative all'area industriale, pubblica e privata, di interesse della difesa;
- è responsabile, nel quadro della pianificazione generale dello strumento militare, dell'organizzazione e del funzionamento dell'area tecnico-industriale e tecnico-amministrativa della difesa;
- esercita le funzioni di direttore nazionale degli armamenti ed è responsabile delle attività di ricerca e sviluppo, produzione e approvvigionamento dei sistemi d'arma;
- ha alle sue dipendenze i direttori generali del Ministero, si avvale di due vicesegretari generali (di cui almeno uno civile e uno, di norma, militare) e dispone del Segretariato generale della difesa.

## Organizzazione
- Ufficio generale del segretario generale
- Ufficio generale centro di responsabilità amministrativa
- Ufficio amministrazioni speciali

### Vice segretari
Due sono i vice segretari, di cui uno anche vice direttore nazionale degli armamenti:
- Al vice segretario generale che esplica anche le funzioni di vice direttore nazionale degli armamenti, sono attribuite la direzione, il coordinamento e il controllo del III Reparto, del IV e del V Reparto del ministero.[4] Se militare, deve essere di una forza armata diversa dal segretario generale.

- All'altro vice segretario generale sono attribuite la direzione, il coordinamento e il controllo del I, del II e del VI Reparto, nonché del raggruppamento autonomo della difesa.

I Reparti
Dai due vice segretari generali dipendono direttamente i reparti:
- I Reparto - Personale
- II Reparto - Coordinamento amministrativo
- III Reparto - Politica industriale e relazioni internazionali
- IV Reparto - Coordinamento programmi di armamento
- V Reparto - Innovazione tecnologica
- VI Reparto - Contenzioso e affari legali

## Cronotassi
- Generale di Corpo d'Armata Giuseppe Giraudo (febbraio 1966 - luglio 1972)
- Generale di Corpo d'Armata Andrea Cucino (agosto 1972 - gennaio 1975)
- Generale di Squadra Aerea Francesco Cavalera (febbraio 1975 - febbraio 1978)
- Generale di Corpo d'Armata Fabio Moizo (febbraio 1978 al 30 giugno 1980)
- Generale di Corpo d'Armata Giuseppe Piovano (luglio 1980 - dicembre 1985)
- Ammiraglio di Squadra Mario Porta (dicembre 1985 al 30 marzo 1988)
- Generale di Corpo d'Armata Luigi Stefani (marzo 1988 - aprile 1991)
- Generale di Squadra Aerea Luciano Meloni (aprile 1991 - luglio 1994)
- Generale di Corpo d'Armata Franco Angioni (luglio 1994 - settembre 1996)
- Generale di Corpo d'Armata Alberto Zignani (settembre 1996 - marzo 2001)
- Ammiraglio di Squadra Giampaolo Di Paola (marzo 2001 - marzo 2004)
- Generale di Corpo d'Armata Gianni Botondi (marzo 2004 - agosto 2008)
- Generale di Corpo d'Armata Aldo Cinelli (settembre 2008 - febbraio 2010)
- Generale di Corpo d’Armata Biagio Abrate (febbraio 2010 - gennaio 2011)
- Generale di squadra aerea Claudio Debertolis (gennaio 2011 - luglio 2013)
- Generale di corpo d'armata Enzo Stefanini (luglio 2013 - ottobre 2015)
- Generale di squadra aerea Carlo Magrassi (ottobre 2015 -settembre 2018)
- Generale di corpo d'armata Nicolò Falsaperna (ottobre 2018 - ottobre 2021)
- Generale di corpo d'armata Luciano Portolano (ottobre 2021 - ottobre 2024)
- Dott.ssa Luisa Riccardi (ad interim dal 5 ottobre 2024 al 13 marzo 2025)[5]
- Consigliere Fabio Mattei (dal 13 marzo 2025)